# Bisanda Buzurg
Bisanda Buzurg é uma cidade e uma nagar panchayat no distrito de Banda, no estado indiano de Uttar Pradesh.

## Demografia
Segundo o censo de 2001, Bisanda Buzurg tinha uma população de 10,568 habitantes. Os indivíduos do sexo masculino constituem 55% da população e os do sexo feminino 45%. Bisanda Buzurg tem uma taxa de literacia de 49%, inferior à média nacional de 59.5%; a literacia no sexo masculino é de 58% e no sexo feminino é de 37%. 18% da população está abaixo dos 6 anos de idade.